# Bàlsam de copaiba

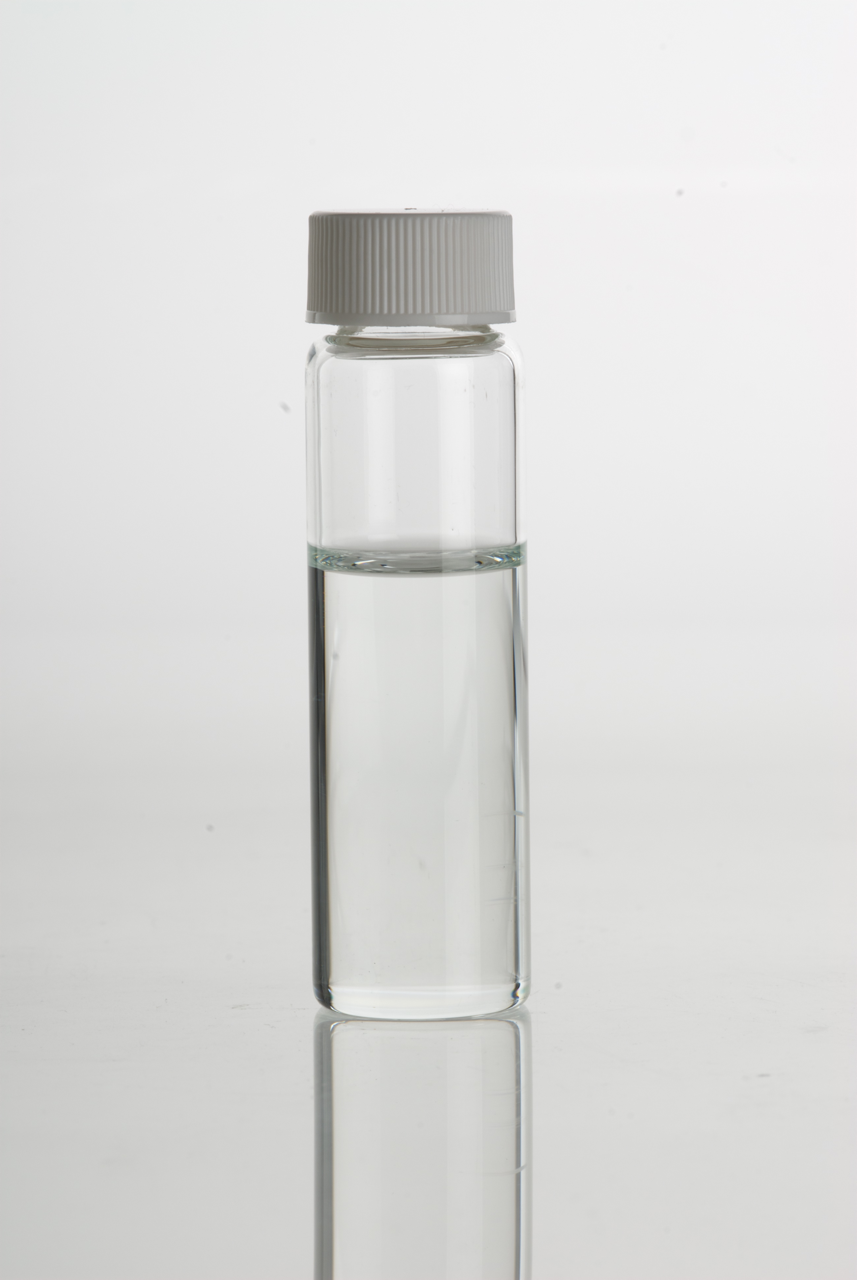
Oli essencial

El bàlsam de copaiba és un tipus de bàlsam que es destil·la per incisió del copaifera officinalis que creix en les Antilles i a Brasil, sent el seu origen la Conca de l'amazones pels seus pobles indígenes que la van descobrir.
Al moment d'obtenir-se és molt fluid, incolor però s'espesseix una mica amb el temps i agafa un color groc. La seva olor, sense ser agradable, és aromàtica; el seu sabor, viu i penetrant. El seu pes específic és de 0,93. És molt soluble en l'alcohol lliure. L'oli essencial que conté, la proporció del qual varia segons l'edat de l'arbre que el produeix, es compon solament d'hidrogen i carboni.
En ser molt usat en medicina, s'ha falsificat sovint, sobretot barrejant-se trementina o olis grassos. La trementina es reconeix per la seva olor; els olis grassos, agitant el bàlsam de copaiba amb certa quantitat d'amoníac líquid. Quan el bàlsam és pur s'obté una dissolució clara mentre que quan està barrejat amb certa quantitat d'olis grassos s'obté una emulsió lletosa.